# Beez in the Trap
Beez in the Trap – piosenka amerykańskiej raperki Nicki Minaj. Wydana jako trzeci singel z drugiego albumu piosenkarki Pink Friday: Roman Reloaded 24 kwietnia 2012 przez Young Money, Cash Money, Universal Republic. Premiera teledysku odbyła się 6 kwietnia 2012.

## Kompozycja
Piosenka została napisana przez Onika Maraj, Maurice Jordan, Tauheed Epps i wyprodukowana przez Kenoe. W "Beez in the Trap" gościnnie pojawił się amerykański raper 2 Chainz. Utwór nagrany został w Conway Studios w Los Angeles.

## Teledysk
Teledysk do utwory został nakręcony 18 marca 2012 w Miami. Wyreżyserowany został przez Benny Boom. Premiera teledysku odbyła się 6 kwietnia 2012 na oficjalnym koncie VEVO Nicki Minaj.

## Notowania
| Lista (2012)                              | Najwyższa pozycja |
| ----------------------------------------- | ----------------- |
| Stany Zjednoczone (Hot 100)               | 48                |
| Stany Zjednoczone (R&B/Hip-Hop Songs)     | 7                 |
| Stany Zjednoczone (Rap Songs)             | 7                 |
| Wielka Brytania (Official Charts Company) | 131               |

## Historia wydania
| Kraj | Data             | Format           | Wytwórnia                                   |
| ---- | ---------------- | ---------------- | ------------------------------------------- |
| USA  | 24 kwietnia 2012 | Urban radio      | Young Money, Cash Money, Universal Republic |
| USA  | 29 maja 2012     | Mainstream radio | Young Money, Cash Money, Universal Republic |